# Benoît Sokal
Benoît Sokal (Brüsszel, 1954. június 28. – Reims, 2021. május 28.) belga képregényrajzoló és videójáték-tervező. Legismertebb munkája a Syberia kalandjáték-sorozat.

## Életútja
Benoît Sokal Brüsszelben született 1954-ben. Tanulmányait a brüsszeli École Supérieure des Arts Saint-Luc-on végezte számos más ismert belgiumi képregényművésszel együtt. 1978-tól a À Suivre magazinnak készített rajzokat.
Később csatlakozott a Microïds szoftverfejlesztő céghez, ahol megálmodta a Syberia és Amerzone kalandjátékokat. Ezután megalapította saját játékfejlesztő cégét a White Birds Productions. Már itt készítette el az Ubisofttal közösen publikált Paradise kalandjátékot.

## Videójátékok
- Amerzone (1999)
- Syberia (2002)
- Syberia II (2004)
- Paradise (2006)
  - Last King of Africa (2008) (A Paradise Nintendo DS verziója)
- Sinking Island (2007)
- Nikopol – secrets of the immortals (2008)
- Aquarica (2008) (megszakított)
- Syberia III (2014) (számított)
- Syberia:The World Before (2021)

## Díjak
- 1999: Prix Pixel-INA („Játékok” kategóriában) az Imagina 99 fesztiválon.
- 2002: GameSpy PC Adventure Game of the Year (Az év kalandjátéka)[13]
- 2003: jelölve a Legjobb Dialógus kategóriában az Angoulême nemzetközi képregényfesztiválon, Franciaországban.

## Fordítás
- Ez a szócikk részben vagy egészben  a   Benoît Sokal című angol Wikipédia-szócikk fordításán alapul.  Az eredeti cikk szerkesztőit annak laptörténete sorolja fel. Ez a jelzés csupán a megfogalmazás eredetét és a szerzői jogokat jelzi, nem szolgál a cikkben szereplő információk forrásmegjelöléseként.